# Walter Hagen
Walter Charles Hagen (Rochester, 21 dicembre 1892 – Traverse City, 6 ottobre 1969) è stato un golfista statunitense.

## Biografia
È stato uno dei migliori giocatori della prima metà del XX secolo. Con le sue 11 vittorie conquistate nei 4 tornei Major è il quarto giocatore, dopo Jack Nicklaus, Bobby Jones e Tiger Woods, nella speciale classifica dei plurivittoriosi in quelle competizioni.
Nel 1922 è stato il primo statunitense a vincere il British Open, torneo che ha vinto complessivamente 4 volte. In quell'anno, appare, insieme ad alcuni altri campioni e a personaggi dello spettacolo, in Fore!, un documentario dedicato al gioco del golf.
Nella sua carriera ha vinto 45 tornei del circuito PGA, e per sei volte è stato capitano della squadra statunitense di Ryder Cup.
Nel 1974 è stato introdotto nella World Golf Hall of Fame.

## Filmografia
- Fore! (1922)
- Green Grass Widows
- Match Play
- Swing with Bing
- When Sports Were King, regia di Robert Youngson - filmati di archivio (1954)
- La leggenda di Bagger Vance, regia di Robert Redford (2000)
- Bobby Jones - Genio del golf, regia di R. Herrington (2004)